# セント・スティーブンス・グリーン
セント・スティーブンス・グリーン（愛: Faiche Stiabhna、英: St Stephen's Green）はアイルランドのダブリン2区にある公園。

## 概要

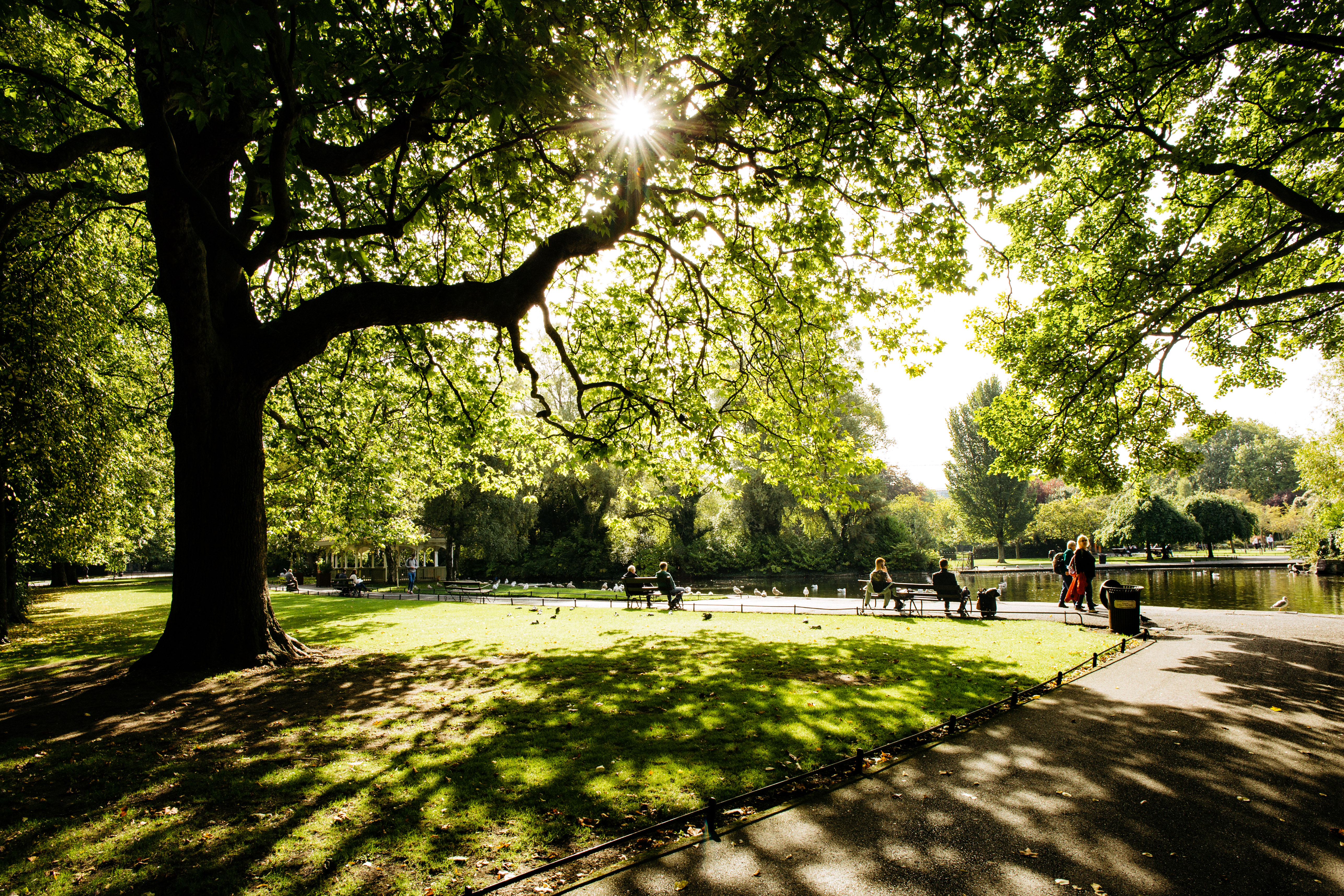
2015年の公園

現在の公園は、1880年7月27日にアーサー・ギネス卿によって正式に開園された。設計はウィリアム・シェパードによる。。
公園は、ダブリンの主要ショッピング街のひとつであるグラフトン・ストリートに隣接しており、周辺の通りには多くの公共機関の事務所や、ダブリンの路面電車ルアスの停留所がある。非公式にはスティーブンス・グリーンと呼ばれることが多い。8.9ヘクタール（22エーカー）の広さがあり、ダブリンの主要なジョージ王朝時代の庭園広場の中では最大規模のものである。他にも、近くにメリオン広場やフィッツウィリアム広場などがある。
公園の周囲は長方形で、かつてはダブリン市内中心部を通る大動脈となっていた通りに囲まれているが、2004年にルアスの工事中に実施された交通管理の変更により、交通量は大幅に減少した。これらの4つの境界線の通りは、それぞれセント・スティーブンス・グリーン・ノース（北）、サウス（南）、イースト（東）、ウェスト（西）と呼ばれている。

## 歴史

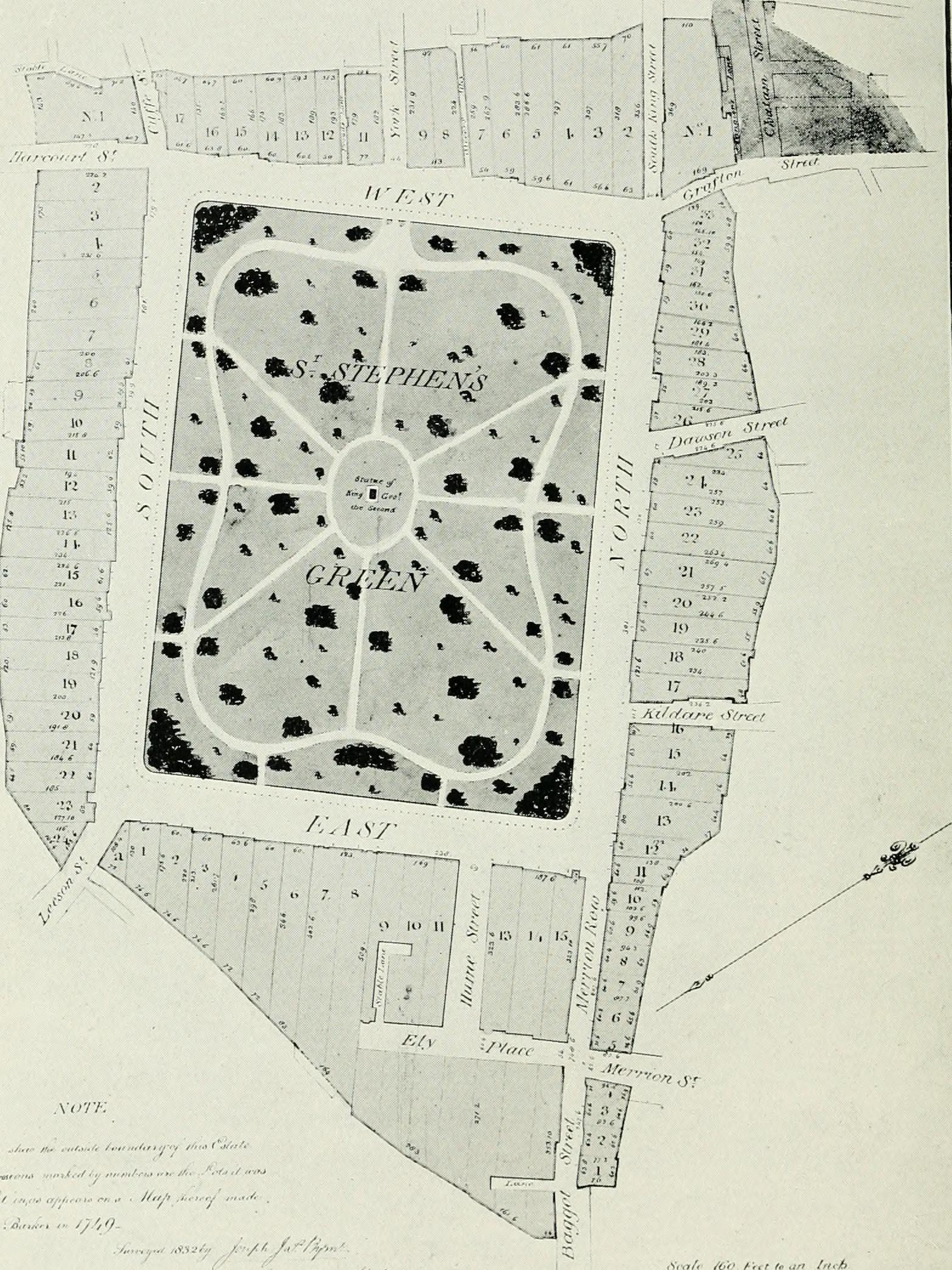
1832年の公園

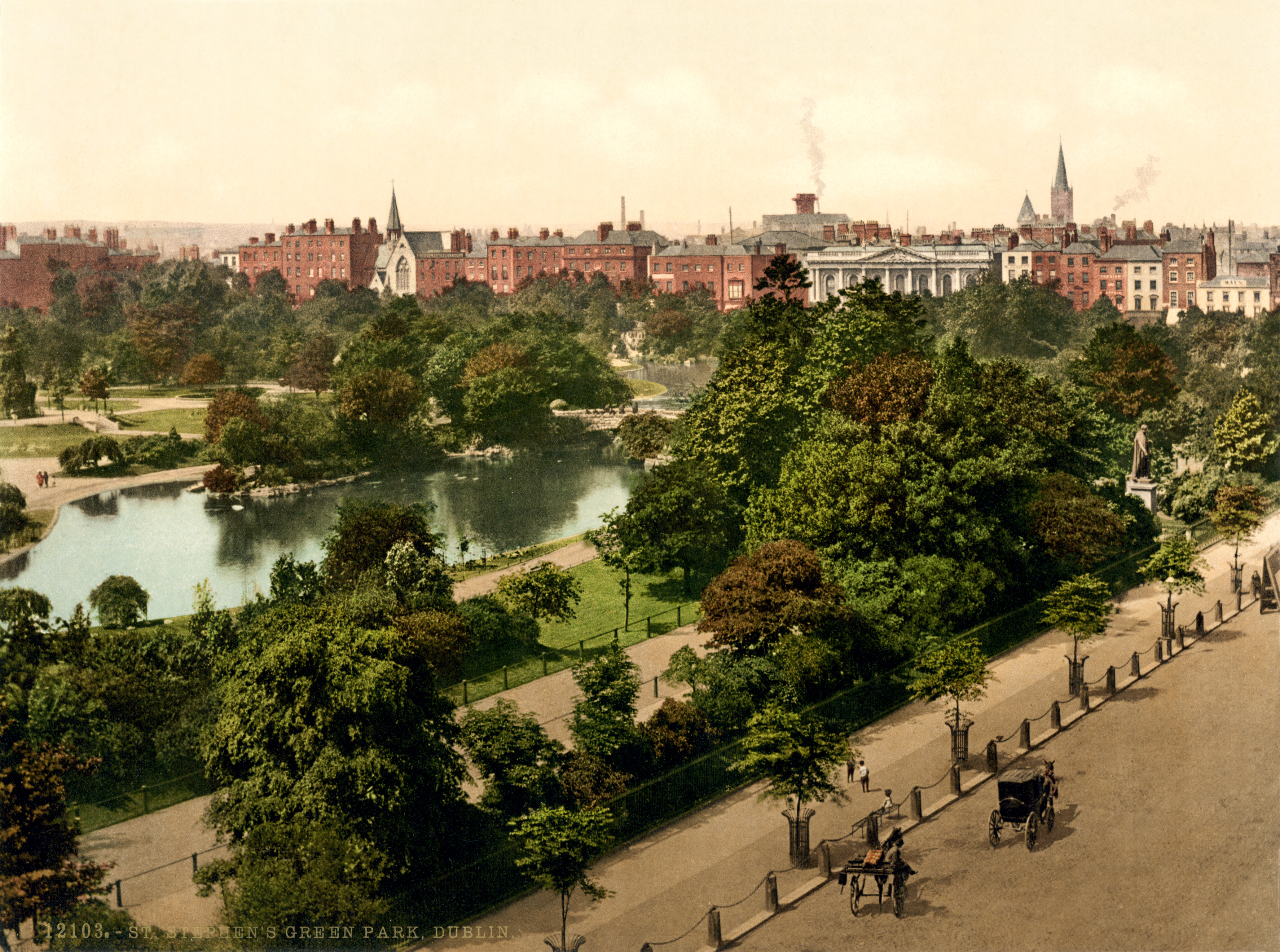
19世紀末の公園を写したフォトクロームプリント

1663年までは、セント・スティーブンス・グリーンはダブリンの端にあった湿地帯の共有地で、放牧に使われていた。この年、ダブリン・コーポレーション（当時のダブリン市議会）は、必要とされていた収入を得るため、共有地の中心部を囲い込み緑地とし、周囲の土地を住宅地として売却することを決定した。1664年に塀が設置され、住民専用の緑地となった。
周りに建てられた家々は、ジョージアン様式の新しい建物に急速に置き換えられ、18世紀の終わりには、都市の裕福な人々の居住地となっていた。緑地は庭園として整備され、ダブリンの上流階級が集う社交場として使われた。
1814年、庭園の管理が住民の委員に委託された後、配置が変更され、周囲の塀を撤去して手すりに取り替えたが、依然として住民以外の立ち入りは禁止されていた。
ヴィクトリア女王の夫であるアルバートの死後、ヴィクトリアはセント・スティーブンス・グリーンをアルバート・グリーンと改名し、その中心にアルバート像を置くことを提案したが、ダブリン・コーポレーションと住民の怒りを買い却下された。
1877年、アッシュフォード城に住んでいたギネス醸造家の一員であるアーサー・ギネス卿の提案で、市議会がセント・スティーブンス・グリーンを一般開園する法律を可決した。その後、ギネス卿が費用を負担して公園としての再整備を行い、1880年に開園した。公園の管理はダブリン・コーポレーションに戻った。市は感謝の意を込め、ギネス卿の像を建立した。像は西側のアイルランド王立外科医学院に面している。ちなみに、弟のエドワードは、公園の南側のアイヴァー・ハウスに住んでいた。1939年に子孫が建物を外務省に寄贈し、現在は外務省本館となっている。
1916年のイースター蜂起では、アイルランド市民軍の一員を中心とした反乱軍が、マイケル・マリン司令官、その副司令官キット・プールとコンスタンツ・マルキエビッチの指揮の下、セント・スティーブンス・グリーンに陣地を置いた。その数は200名から250名であり、自動車を没収して公園を取り囲む道路に路上封鎖を設け、公園に塹壕を掘った。この方法は、市内の他の場所で採用されている建物の中に陣地を取る方法とは異なっていた。イギリス陸軍は公園に隣接するシェルボーン・ホテルに陣取ったが、そこからは塹壕の中が丸見えだった。義勇軍は危うい立場にあることを知り、公園の西側にある王立外科医学院に撤退した。蜂起の間、公園の管理人が池のアヒルに餌を与える時間は、攻撃が一時的に中止された。
現在はアイルランド国家の委託を受け、公共事業局（OPW）が公園を管理している。

### 設計の進化
公園の造園は開園以来、3つの大きな変化を遂げてきた。最初の大幅な変化は1670年であり、周囲にシナノキ属が2列に植えられ、最初の囲いとして機能した。この時点では、公園周辺の区画を所有していた裕福な住民のみが入園できるようになっていた。
1815年にダブリンの測量技師アーサー・ネヴィルによって再設計された。再設計では、曲がりくねった小道と鉄製の柵が追加された。この時点では、公園はまだ一般開園されていなかった。
1860年代には、一般開園へ向けた運動が行われ、市の造園技術者のジョージ・W・ヘマンズは、公園をできるだけ歩きやすく、機能的にも実用的なものにするための新しい設計を提案した。これには、公園の各角に4つの門を設け、ネヴィルが設計した現存する小道でつなぐことも含まれていた。この提案は最終的に放棄されたが、ヘマンズがダブリン・コーポレーションに雇われていたことが原因である可能性が高い。しかし、門や小道の追加など、ヘマンズの設計の多くは、公園の主要設計者ウィリアム・シェパードと、ギネス卿の後援を受けたエンジニアのA・L・カズンズによって提出された最終的な計画に含まれていた。ギネス卿は、園内に設置されるエキゾチックな樹木の輸入や植物の植栽計画にも大きな役割を果たしていた。

## 配置

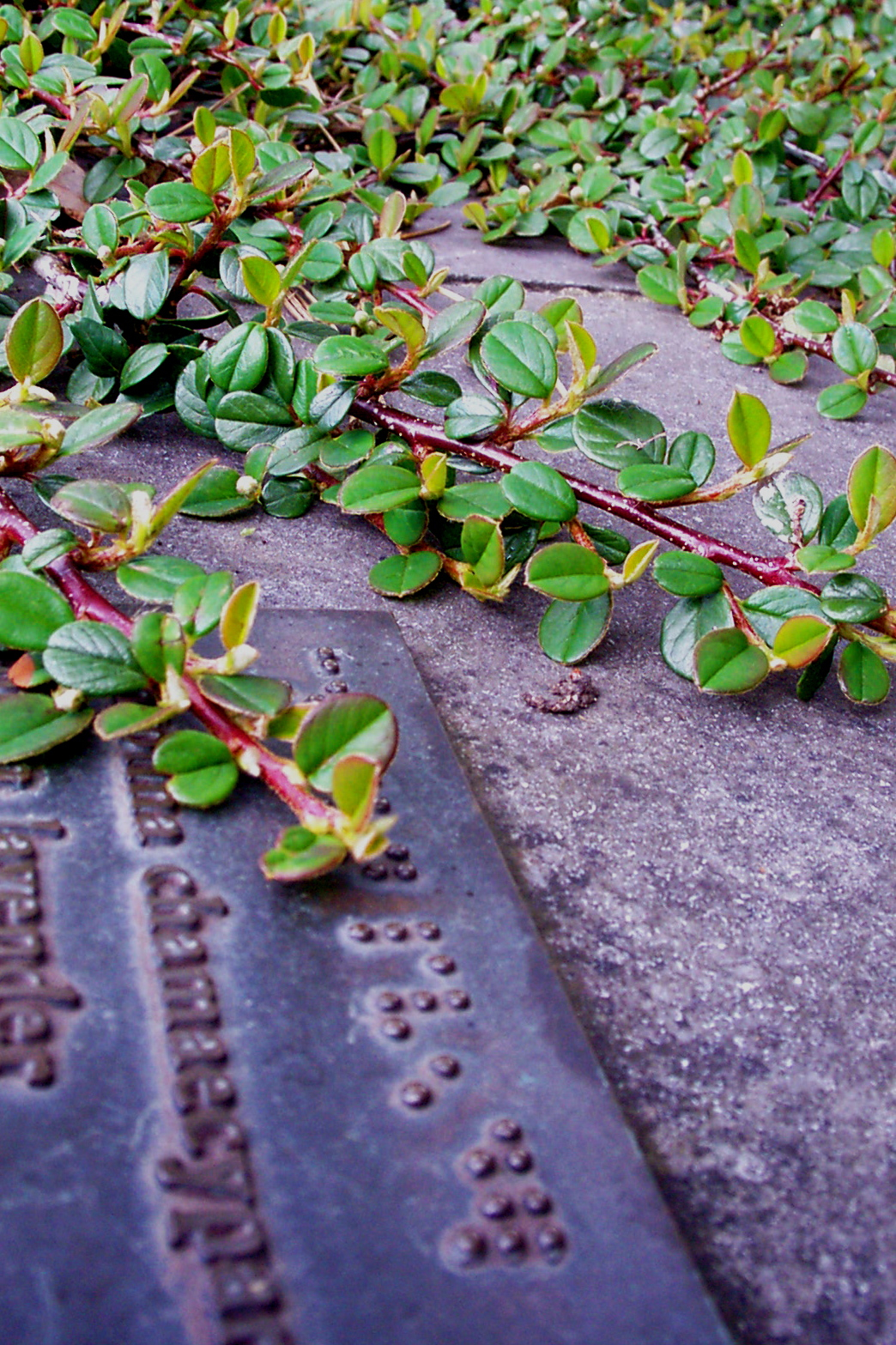
サントリナの横にある点字

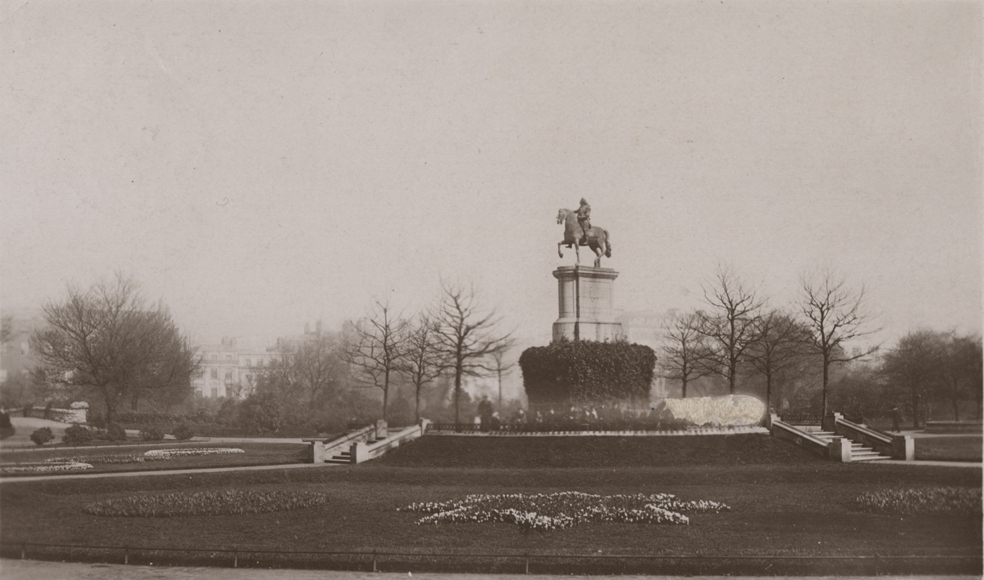
1758年から1937年まで立っていたジョージ2世の像

セント・スティーブンス・グリーンは、市内にある3つの古典庭園のうちの1つだが、現在の配置は1800年代の複数の修復工事で形成された（上記の歴史を参照）。敷地はおよそ550×450mの長方形で、庭園を中心にしている。中央エリアの北西の角には盲人向けの庭園があり、点字の説明と香りのある植物があり、手で直接触れることができる。
さらに北上すると、大きな湖がある。アヒルやその他の水鳥が生息し、人工滝があり、オコンネル橋に架けられており、観賞用のガゼボが設置されている。公園内の湖は、ポートベロの大運河から取水している。メイン・ガーデン・サークルの南側には、野外ステージを囲むように広がる荒地がある。また、2010年に改装された運動場もある。
かつてジョージ6世の戴冠式の翌日、1937年にアイルランド共和主義によって爆破されるまで、馬に乗ったジョージ2世の像（1758年に建立）が設置されていた。

## 交通
ダブリンバスの7b、7d、11、32x、37、41x、44、46a、61、84x、145、155、757の路線は、すべて広場の東側に停留所がある。
路面電車ルアスのグリーンラインは、公園の西側にセント・スティーブンス・グリーン停留場がある。